# Zdrojówka

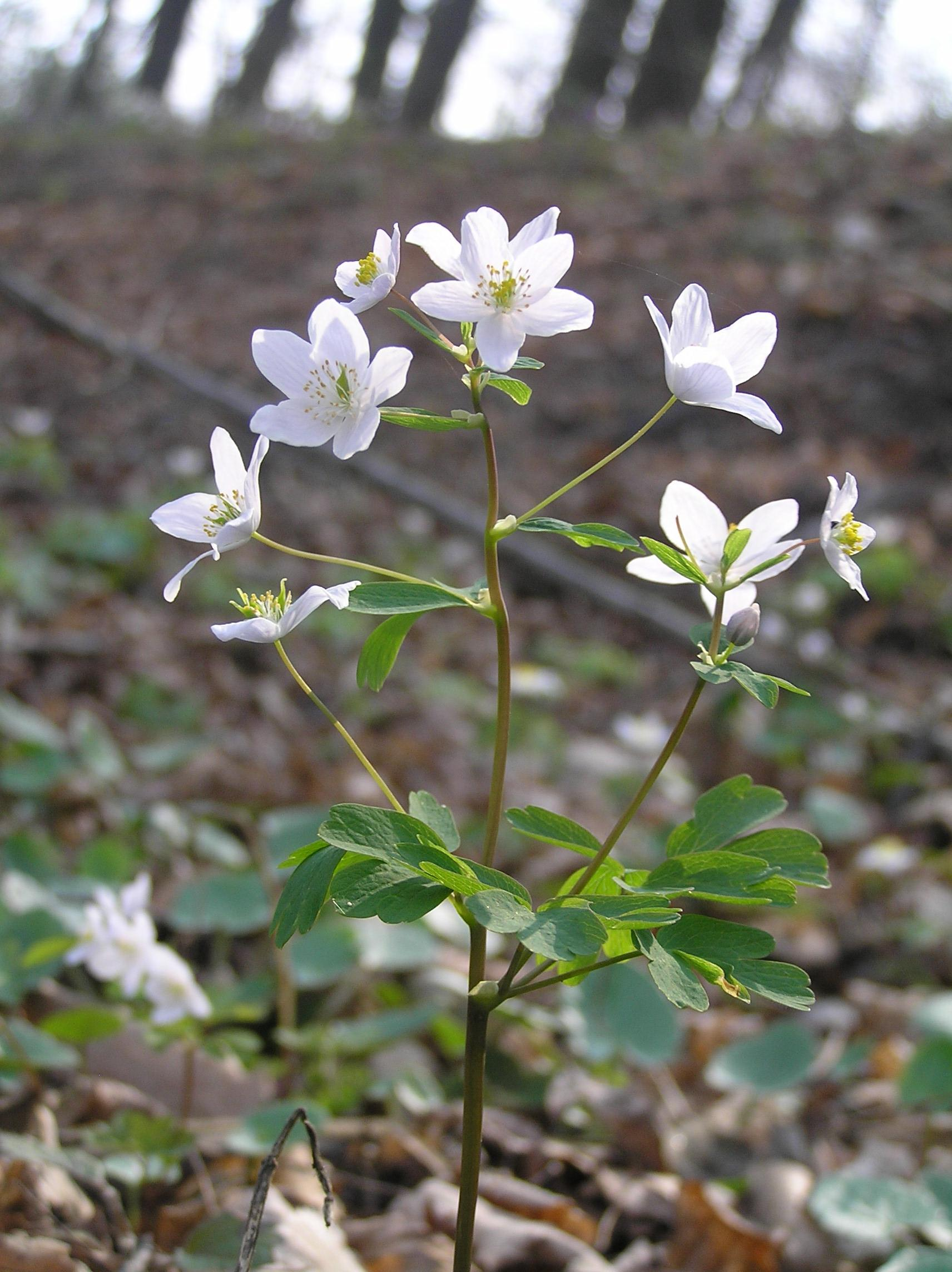
Zdrojówka rutewkowata

Zdrojówka (Isopyrum L.) – rodzaj roślin należący do rodziny jaskrowatych. Obejmuje 4 gatunki. Występują one w Eurazji w pasie od Hiszpanii do Japonii. Gatunkiem typowym i jedynym przedstawicielem rodzaju we florze Polski jest zdrojówka rutewkowata (Isopyrum thalictroides).

## Morfologia
PokrójNiskie byliny o wyprostowanej, nagiej i gładkiej łodydze oraz czołgającym się kłączu.
LiścieDwukrotnie trójdzielnie złożone. Liście odziomkowe od spodu jasnozielone, z wierzchu ciemniejsze. Liście łodygowe krótkoogonkowe, ogonek z błoniastą, białawą pochwą.
KwiatyPrzysadki pojedynczo lub podwójnie trójdzielne. Kwiaty niewielkie, promieniste, wyrastają pojedynczo na gładkiej szypułce w obrębie rozgałęzionego kwiatostanu. Listki zewnętrznego okółka okwiatu w liczbie 5, rzadziej 6, większe, białe, odpadające. Wewnętrzny okółek składa się z 5 lub 6 listków znacznie drobniejszych, białych, łyżeczkowato zwiniętych lub płaskich, przekształconych w miodniki. Czasem listki te się nie wykształcają. Pręciki w liczbie od 20 do 30, z cienką nitką i żółtymi, szerokoeliptycznymi pylnikami. Słupki w liczbie od 1 do 5, wolne, z wąskojajowatą zalążnią.
OwoceMieszki wolne, siedzące. W owocach nasiona liczne, czarne lub czarnawe, owalne do elipsoidalnych, gładkie.

## Systematyka
Badania filogenetyczne wykazały, że rodzaj zdrojówka ma w tradycyjnym ujęciu charakter polifiletyczny – gatunek Isopyrum anemonoides jest taksonem siostrzanym dla rodzaju Paraquilegia, podczas gdy pozostałe należą do kladu współtworzonego przez rodzaje Dichocarpum i Enemion.
Synonimy taksonomiczne
Fontanella Kluk in Besser, Olfa Adans.
Homonimy taksonomiczne
Isopyrum Adans. (= Hepatica)
Pozycja według APweb (aktualizowany system APG IV z 2016)
Rodzaj z podrodziny Thalictroideae Raf., rodziny jaskrowatych (Ranunculaceae) z rzędu jaskrowców (Ranunculales), należących do kladu dwuliściennych właściwych (eudicots). W obrębie podrodziny tworzy klad wspólnie z rodzajami Enemion i Dichocarpum.
Pozycja rodzaju w systemie Reveala (1993-1999)
Gromada: okrytonasienne (Magnoliophyta Cronquist), podgromada Magnoliophytina Frohne & U. Jensen ex Reveal, klasa Ranunculopsida Brongn., podklasa jaskrowe (Ranunculidae Takht. ex Reveal), nadrząd Ranunculanae Takht. ex Reveal), rząd jaskrowce (Ranunculales Dumort.), podrząd Ranunculineae Bessey in C.K. Adams, rodzina jaskrowate (Ranunculaceae Juss.), plemię Isopyrinae Benth. & Hook.f., rodzaj zdrojówka (Isopyrum L.).
Wykaz gatunków
- Isopyrum anemonoides Kar. & Kir.
- Isopyrum ludlowii Tamura & Lauener
- Isopyrum manshuricum (Kom.) Kom. ex W.T.Wang & P.K.Hsiao
- Isopyrum thalictroides L. – zdrojówka rutewkowata